# San Vicente (departamento)
San Vicente é um departamento de El Salvador, cuja capital é a cidade de San Vicente.

## Municípios
1. Apastepeque
2. Guadalupe
3. Santa Clara
4. Santo Domingo
5. San Esteban Catarina
6. San Ildefonso
7. San Lorenzo
8. San Sebastián
9. San Vicente
10. San Cayetano Istepeque
11. Tecoluca
12. Tepetitán
13. Verapaz